# ゲットー

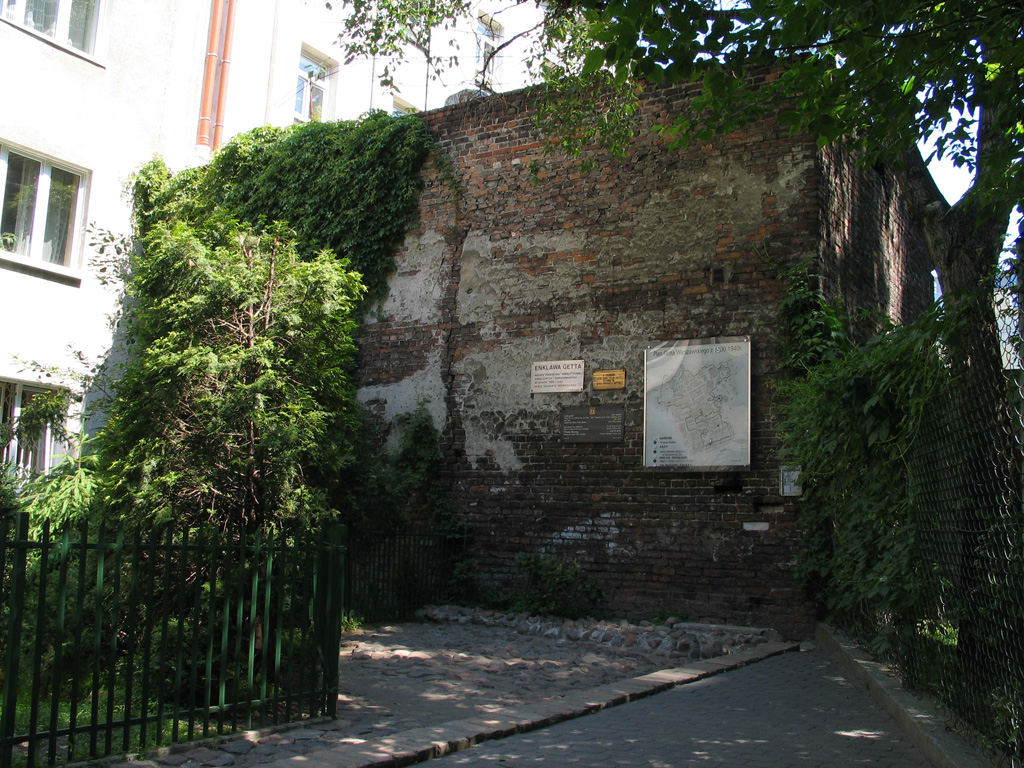
現在も残るワルシャワ・ゲットー（実際のところは、第二次大戦でドイツに占領されるまでは強制居住区である「ゲットー」ではなく自由居住区である自治区「シュテットル」であった）の壁の一部

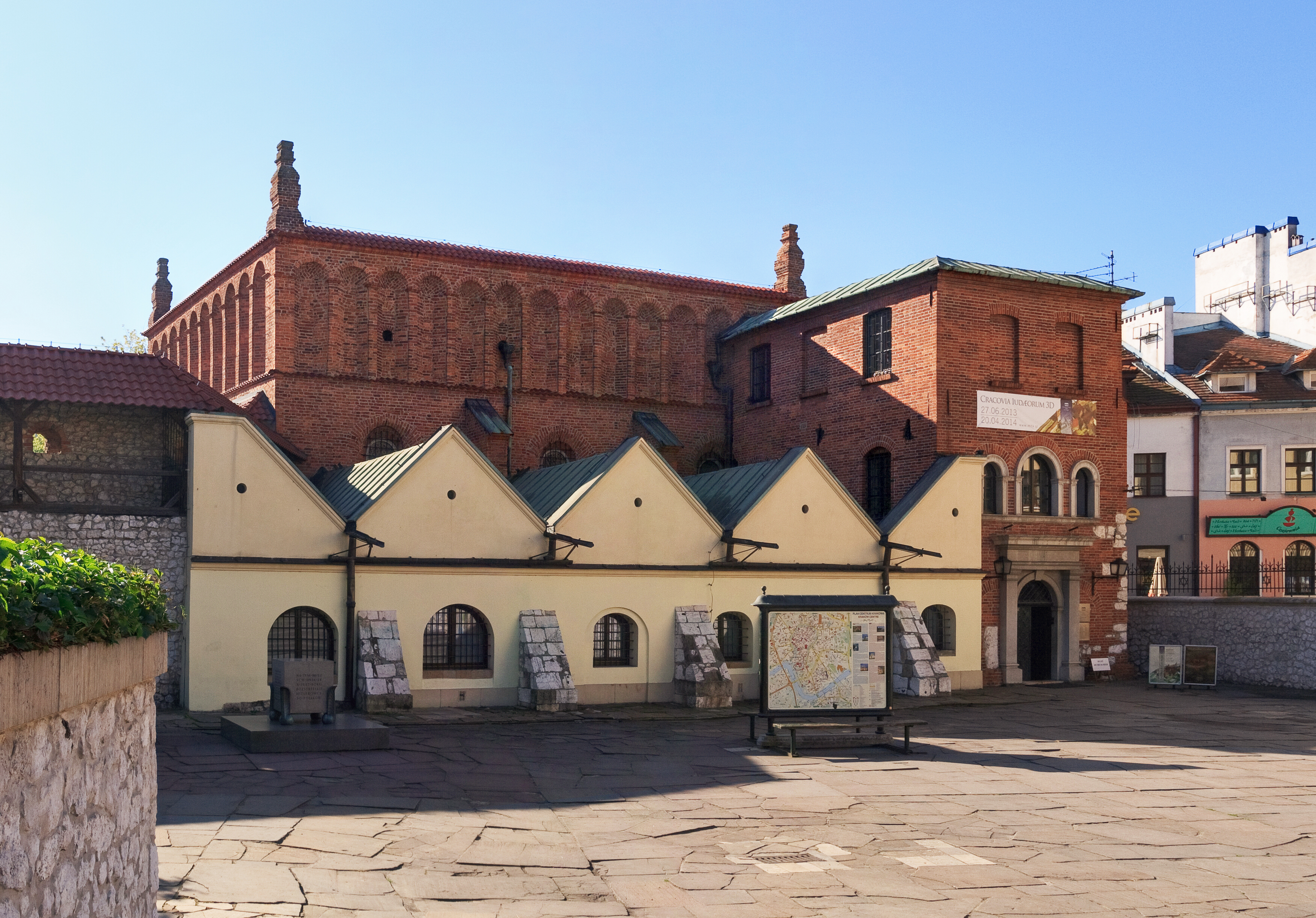
ポーランド、クラクフ・ゲットー（実際のところは、第二次大戦でドイツに占領されるまでは強制居住区である「ゲットー」ではなく自由居住区である自治区「シュテットル」であった）、カジミエジュ地区のスタラシナゴーグ、博物館として公開されているもの。この付近で映画「シンドラーのリスト」のロケも行われた。

ゲットー（ghetto）は、ヨーロッパ諸都市内でユダヤ人が強制的に住まわされた居住地区である。第二次世界大戦時、東欧諸国に侵攻したナチス・ドイツがユダヤ人絶滅を策して設けた強制収容所もこう呼ばれる。
アメリカ合衆国などの大都市におけるマイノリティの密集居住地をさすこともある。

## 概要

### ゲットーとは
ゲットーの名称は、主に以下の4つの文脈で用いられるが、本来は、中世ヨーロッパにおいてユダヤ人が法律によって居住を強制された市街地区を指す言葉であった。本記事では主に、この中世ヨーロッパの諸都市に設けられたユダヤ人強制居住区域としてのゲットー (1.) 、ならびに、ナチス・ドイツによって復活された強制収容所としてのゲットー (2.) について記述する。アメリカ合衆国の移民系密集居住地区 (4.) に関しては、本記事中の節「その他のゲットー」または、スラムを参照されたい。
1. 中世の西欧・南欧諸国で、都市の中でユダヤ人が強制的に住まわされた居住区。キリスト教徒の支配者の支配が及ばないという、宗教的な意味を持っていた。宗教弾圧の象徴。
2. ドイツが第二次世界大戦中東欧諸国に侵攻した際に、ユダヤ人を強制的に移住させた地区。
3. 東欧のシュテットルや、ユダヤ人が自然と集住してコミュニティーを作った地区をこう呼ぶことがある。特にロシア帝国のユダヤ教徒居住区やチェルニウツィー、レンベルク（現リヴィウ）といった大都市のユダヤ教徒地区は、様々なユダヤ教徒への差別化政策（居住地制限など）が採られたため、このような通称で呼ばれることがある。
4. 転じて、少数民族など特定の社会集団が住む地域を呼ぶことがある。アメリカ合衆国においては主にアフリカン・アメリカン（黒人）の居住区をさす。

### ゲットーの語源
「ゲットー」（ghetto）の語源については諸説ある。
- ヴェネツィア・ゲットーが設置された大砲鋳造所（ヴェネツィア方言で「Gheto」）に由来する[1]。
- ヘブライ語で「分離」を意味する「ghet」に由来する[1]。
- イタリア語で「小地区」を意味する「borghetto」に由来する[2][3]。
- ドイツ語で「格子」を意味する「Gitter」に由来する[2]。

### ユダヤ人強制居住区域
ゲットーが形成されたのは、文化的、宗教的に少数派であるユダヤ人が中世ヨーロッパにおいて異質なものとしてみなされたためである。結果としてユダヤ人は多くの都市で厳しい規則のもとに置かれた。ゲットーは時勢によって性格を異にし、ヴェネツィア・ゲットーのように比較的裕福な住民が集まるものがあった一方で、ひどい貧困状態にあり人口増加にともなって街路が狭く住宅が高層密集するものも存在していた。ポグロムから身を守るために内側から、あるいはクリスマスや過越そして復活祭の際にユダヤ人が出てこられないように外側から、ゲットーの周囲には壁が築かれた。

## 歴史

### 起源
古代のアレクサンドリアやローマなどにはすでにユダヤ教徒の巨大居住区が存在していた。中世ヨーロッパ前期やイスラム圏でもユダヤ教徒居住区は存在した。しかしこれらは強制されてできたものではなく、ユダヤ人が自らの意思で集まって出来た居住区であった。何か制限が課せられるといったことも無かった。
しかし1096年の第1回十字軍遠征以降、ヨーロッパでは十字軍遠征のたびにユダヤ人は迫害を受け、また社会不安が高まるごとにユダヤ人は迫害の対象とされていった。13世紀後半以降、まずドイツでユダヤ人の強制隔離が実施されるようになった。こうしてできたユダヤ人の強制隔離居住区は、周囲が壁で囲まれ、出入りが制限され、また黄色の印などユダヤ人であることを示すマークを付けさせられるなどの様々な制限が課せられていた。
14世紀のペスト大流行でペストを持ち込んだとされたユダヤ人への迫害が強まり、ヨーロッパ中でユダヤ人の隔離政策が取られるようになっていき、ユダヤ人隔離居住区は教会から離れた場所に設けられることが一般化した。この頃にできたユダヤ人隔離居住区としてはフランクフルト・アム・マインのユーデンガッセやプラハのヨゼフォフが特に有名である。もっともこれらは創設当時ゲットーとは呼ばれていなかった。

### ゲットーの法制化と拡大

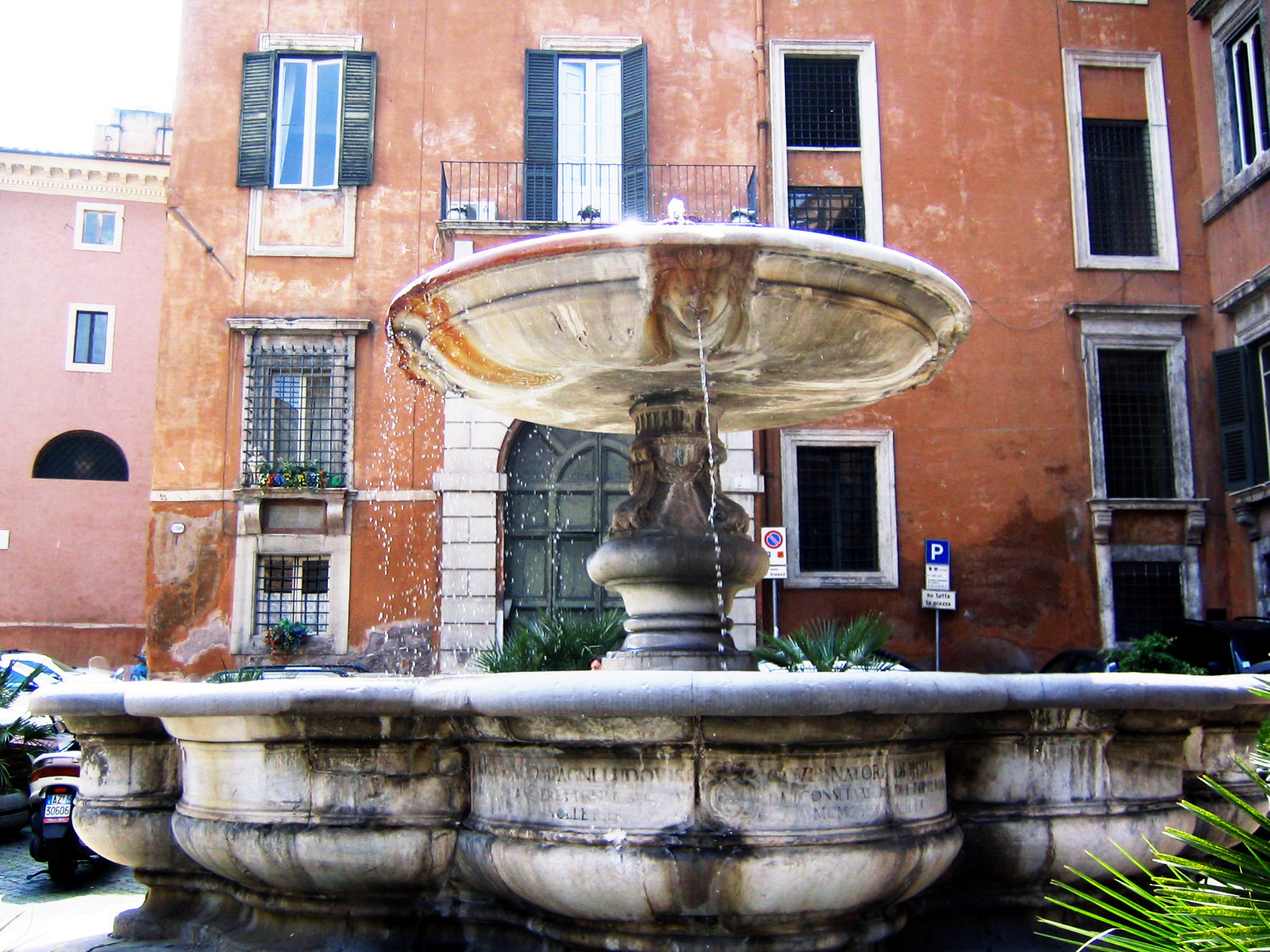
ローマのゲットーの噴水（16世紀建造）

はじめてゲットーと呼ばれるようになったユダヤ人隔離居住区はヴェネツィア共和国のヴェネツィア・ゲットーである。1555年には反ユダヤ主義者のローマ教皇パウルス4世がヴェネツィアのゲットーを真似てローマ・ゲットーを創設した。これを機に教皇領中にゲットーが創設されるようになり、1562年には「ゲットー」の名称が公式に法文化された。
その後、ヨーロッパでは、数世紀にわたって、大半の国々で同様のゲットーが築かれることになった。
この頃のゲットーは、ほとんどが石壁に囲まれ、夜になると外部との門が閉じられ、昼でもユダヤ人がゲットーの外に出る際にはユダヤ人であることを示す印を身につけることが強制された。また、ゲットーの内部では、ユダヤ人はある程度の自治権を得ていたものの、人口の増加に伴う居住地の立体化、高密度化により衛生状態が次第に悪化し、スラム化する地域も数多く現れた。

### ナポレオンによるゲットーの解放
フランス革命後、18世紀末以降西ヨーロッパ諸国では、フランス革命ならびに当時の自由主義運動を背にしたナポレオンがユダヤ人解放とともに各地のゲットーを解放した。1870年ごろにはローマのゲットーが、ヨーロッパに残る、法文による最後のゲットーとなっていた。しかし、ナポレオン失脚後、再びユダヤ人の生活には制限がかけられるようになり、アメリカへ移住するユダヤ人が大量に生まれることになった。また、他方でロシアや東欧諸国のゲットーは20世紀にいたるまで存続した。

### ポーランド
第二次大戦でドイツに占領されるまでポーランドにはユダヤ人自治区「シュテットル」こそあれ、「ゲットー」というものがまったく存在していなかった。右上の写真のクラクフのカジミェシュ地区のように、シュテットルのすぐそばに国家にとって大事な立場にある教会が建てられていることもあった。13世紀のカリシュの法令以来ヨーロッパの他国と異なり民族的に寛容な政策を国家・社会の根幹となす伝統としていたポーランドでは、ユダヤ人はごく一部の大都市の旧市街を除いて、基本的にどこでも自由に住むことができた。その旧市街でさえもユダヤ人居住制限が近世にどんどん緩和されていった。

### ナチスによるゲットーの復活
第二次世界大戦時、ナチスはユダヤ人を非常に狭い地域に押し込めるために、東欧諸都市に「ゲットー」を復活させた。1939年以降、ナチスはポーランド国内のユダヤ人を大きな都市の特定地域に移動させ始め、1940年10月には占領下最大規模のワルシャワ・ゲットーが設けられるなど、多くのゲットーが1940年から1941年にかけて設定された。
その後、ゲットーはホロコーストにおける事実上の強制収容所となった。ゲットーの生活は過酷を極め、伝染病や飢餓などによって数多くのユダヤ人がその命を落とした。1942年、ナチスはホロコーストの絶滅収容所へ強制移送を始める。ヨーロッパ各地のユダヤ人が東欧のゲットーもしくは直接に絶滅収容所へ移送され、ワルシャワ・ゲットーからだけでも52日間で30万人もの人がトレブリンカ強制収容所へ移送された。ワルシャワ・ゲットー蜂起をはじめとして、いくつかのゲットーでは武装蜂起が発生した。しかしどれも失敗に終わり、ゲットーのユダヤ人はほぼ完全に殺害された。

## ナチスによるゲットー
第二次世界大戦中の1940年以降、東欧諸国に侵攻したドイツは、占領地にゲットーを設けて、現地のユダヤ人を強制的に移住させた。特にポーランドに侵攻・併合した後、ワルシャワのユダヤ人に居住を強制したゲットーはワルシャワ・ゲットーの名前で知られている。ワルシャワ・ゲットーは38万の住人を抱えるナチス占領下ヨーロッパで最大のゲットーとなった。ワルシャワ・ゲットーのほかにも、当時は数多くのゲットーが存在していた。
ゲットーは出入り禁止とされ、ユダヤ人たちは、ダビデの星を腕などにつけさせられ、1942年の移送と1943年の親衛隊少将ユルゲン・シュトロープによるゲットー掃討でトレブリンカやアウシュヴィッツ等のユダヤ人強制収容所に移送されるまでそこに住んだ。監視が厳しく、外は高く厚い壁と脱出防止の電線や有刺鉄線が敷かれ、逃亡を見つけられたユダヤ人はみな射殺された。
ゲットーの中は悲惨な状態であった。ワルシャワでは人口の30%が市域の2.4%に住まわされ、平均して一部屋に9.2人が暮らす密集具合であった。かつて5家族が生活していた空間に700人が暮らすゲットーもあった。ワルシャワで配給される食料は、ポーランド人一人当たり669kcal (2,800kJ) 、ドイツ人一人当たり2,613kcal (10,940kJ) であったのに対し、ユダヤ人一人当たりでは253kcal (1,060kJ) であった。しかし外出することが許されなかったためこの食料に頼るしかなかった。下水設備などはほとんどなく、密集した生活環境と極端な食料不足により、伝染病の流行や飢餓で何十万もの人が死に至った。それでも、中にいたユダヤ人たちは少しでも前の生活に戻ろうと、学校や診療所を設けたり、コンサートを開いたりもした。ゲットーの外では非ユダヤ系ポーランド人たちによって「ジェゴタ」の暗号で呼ばれる秘密組織「ユダヤ人救済委員会」が設立され、彼らはありとあらゆる手段でゲットーのユダヤ人たちを支援した。イレーナ・センドラーや、1990年代にポーランドの外相となる若き日のヴワディスワフ・バルトシェフスキもジェゴタの中心メンバーで、ゲットー内のユダヤ人を助けようと必死に活動した。（ユダヤ人救済活動が発覚すればドイツ人によってその場で銃殺されることになっており、自分だけでなく家族もドイツ人によってすべて殺される可能性があった）。
ドイツ側の支配者はユダヤ人がゲットーで行う活動（宗教活動、文化的な行事、若者の集まり）にほとんど関心を払わなかったが、一方で人々が集まる社会的な活動を「安全に対する脅威」とみなして参加したユダヤ人を気まぐれに拘束及び殺害することをいとわなかった。支配者は一般的に子供に対する教育活動を禁止したが、住人が秘密裏に学校を開くこともあった。
子どもの権利条約の元になった「子どもの権利」の提唱者、ヤヌシュ・コルチャックとその孤児院の子どもたちもここから、トレブリンカ強制収容所に送られた。

## その他のゲットー
大都市に存在する貧困層の密集居住地域を「ゲットー」と呼ぶことがある。

### アメリカ合衆国
アメリカ合衆国では、ニューヨークやサンフランシスコなど大都市にゲットーと呼ばれる地域が存在する。居住者は貧困層に属するアフリカ系アメリカ人（ハーレムなど）やプエルトリコ人、ラテン系アメリカ人、アジア系アメリカ人の人々である。シカゴ学派都市社会学者のルイス・ワースによる研究をきっかけとして、これらの移民系密集居住地区が「ゲットー」と呼ばれるようになった。

### フランス
フランスでは警察と若者の衝突が頻発した1980年代末より、社会の分裂をセンセーショナルに報じるマスメディアによって、少年による大規模な非行事件など治安問題が生じた低家賃住宅区域に対して、ゲットーという言葉が使用されるようになった。アメリカのゲットーと同様に、地域の住人には貧困層や労働者階級が含まれるが、アメリカのゲットーが40万から100万人の住民が居住するのに対し、フランスのゲットーの規模はその10分の1を超えるものは無い。また、フランスのゲットーは概ね都市構造が周囲と隔離されてはおらず、民族的にも多様である。

### ジャマイカ
ジャマイカでは首都キングストンにトレンチタウンなどのゲットーと呼ばれる地域がある。

### ニジェール
サブサハラからサハラ砂漠以北の国々を目指す経済難民が集積する難民キャンプをゲットーと表現することがある。